# Tim Witherspoon
Tim Witherspoon (* 27. Dezember 1957 in Philadelphia) ist ein US-amerikanischer Boxer und ehemaliger zweifacher Weltmeister im Schwergewicht.

## Laufbahn
Tim Witherspoon, Kampfname Terrible, hatte nur 7 Amateurkämpfe und verlor dabei einen Kampf. Die Niederlage erlitt er gegen Marvis Frazier, den Sohn von Joe Frazier.
Seine Profikarriere begann er 1979. Nur drei Jahre später, am 20. Mai 1982, boxte er nach einem Punktsieg über Renaldo Snipes mit erst fünfzehn Profikämpfen um die WBC-Weltmeisterschaft im Schwergewicht gegen Larry Holmes und verlor umstritten nach Punkten.
1983 besiegte er James „Quick“ Tillis durch Technischen K. o. in Runde 1.
Am 9. März 1984 bekam er die Chance, gegen Greg Page um den inzwischen vakanten WBC-Gürtel zu boxen. Titelträger Holmes wollte zuvor gegen beide nicht antreten, so dass ihm schließlich der Titel aberkannt wurde. Holmes nahm stattdessen den Gürtel der neu gegründeten IBF an. Witherspoon gewann den Kampf gegen Page nach Punkten und wurde erstmals Weltmeister.
Die Freude währte aber nicht lange, denn schon in seiner ersten Titelverteidigung am 31. August 1984 verlor er den Gürtel an den ungeschlagenen Pinklon Thomas. Mit einem K. o. gegen den Amateurstar James Broad (Bilanz 17-1) und einem Punktsieg gegen James „Bonecrusher“ Smith meldete er sich 1985 zurück.
Im Januar 1986 gewann er gegen Tony Tubbs die WBA-Weltmeisterschaft. Diesen Titel verteidigte er erfolgreich am 19. Juli 1986 gegen Frank Bruno im Wembley-Stadion durch Technischen K. o. in der elften Runde.
Bei seiner zweiten Titelverteidigung verlor er jedoch den Gürtel an James „Bonecrusher“ Smith. Nach vorherrschender Meinung hatte er Smith wohl unterschätzt, da er ihn in der vorherigen Begegnung bereits klar nach Punkten geschlagen hatte. So ging er in der ersten Runde K. o.
Nach diesem Kampf konnte er nie wieder an frühere Leistungen anknüpfen. Allerdings verlief sein Abstieg in Wellen, mal verlor er gegen schwächer eingeschätzte Gegner, dann zeigte er wieder überraschend gute Leistungen. So gelangen ihm 1991 ein Punktsieg gegen den sehr starken Carl Williams und 2001 im Alter von 43 Jahren ein Punktsieg gegen Eliecer Castillo. 2003 trat er vom Boxen zurück.
Sein Cousin zweiten Grades Chazz Witherspoon wurde 2004 Profi.